# Galphimia glauca
Arnica de raíz (Galphimia glauca) también conocida como árnica roja o es un arbusto nativo de México con flores perteneciente a la familia Malpighiaceae. Llega a medir hasta 3 m de altura, las flores son de color amarillo y se dan a manera de racimos. Se distribuye en México en la parte Occidental, El Altiplano, El Bajío y algunos estados del centro.  Su aprovechamiento es con fines medicinales para aliviar heridas.  

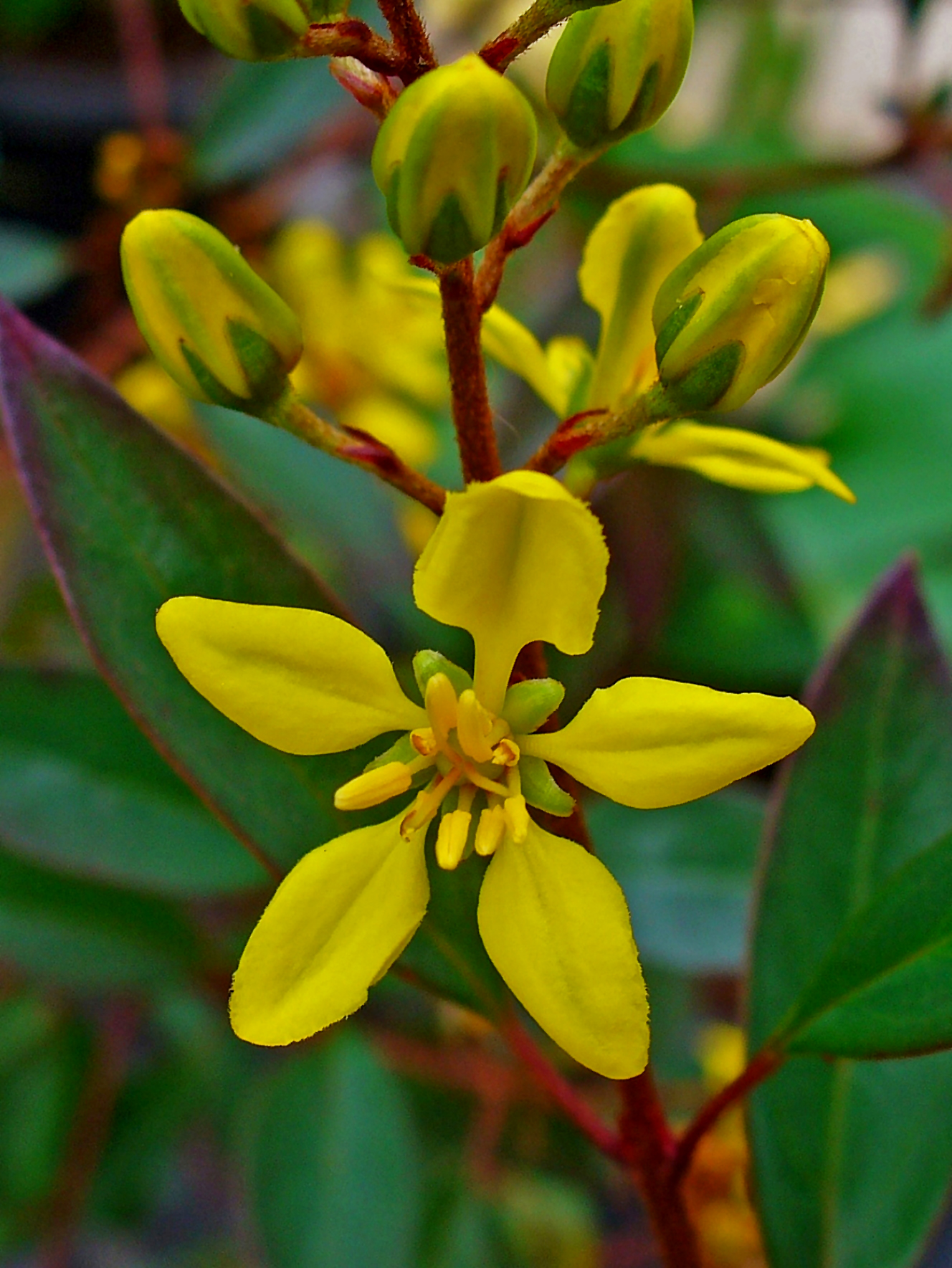
Detalle de la flor

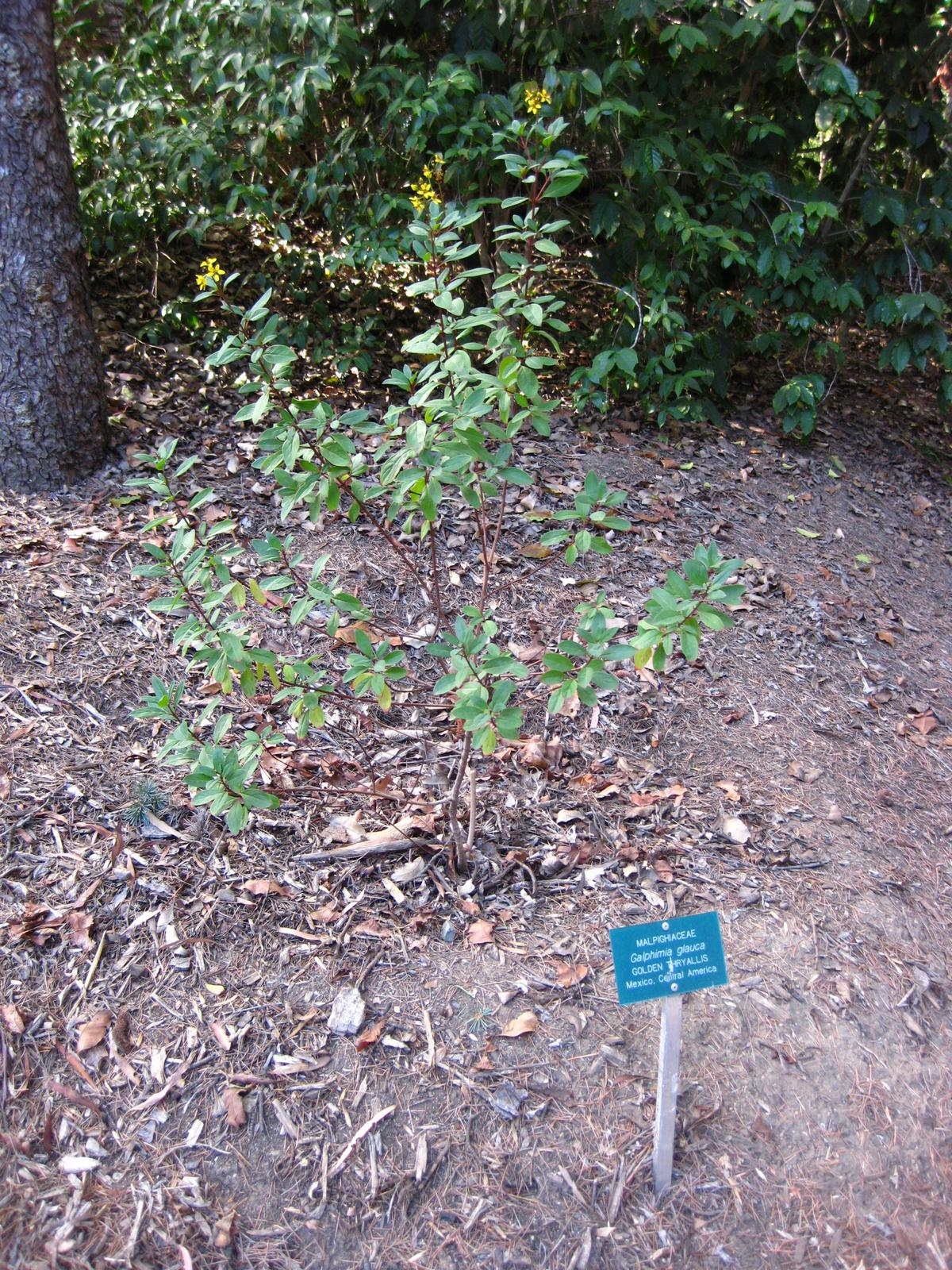
Vista de la planta

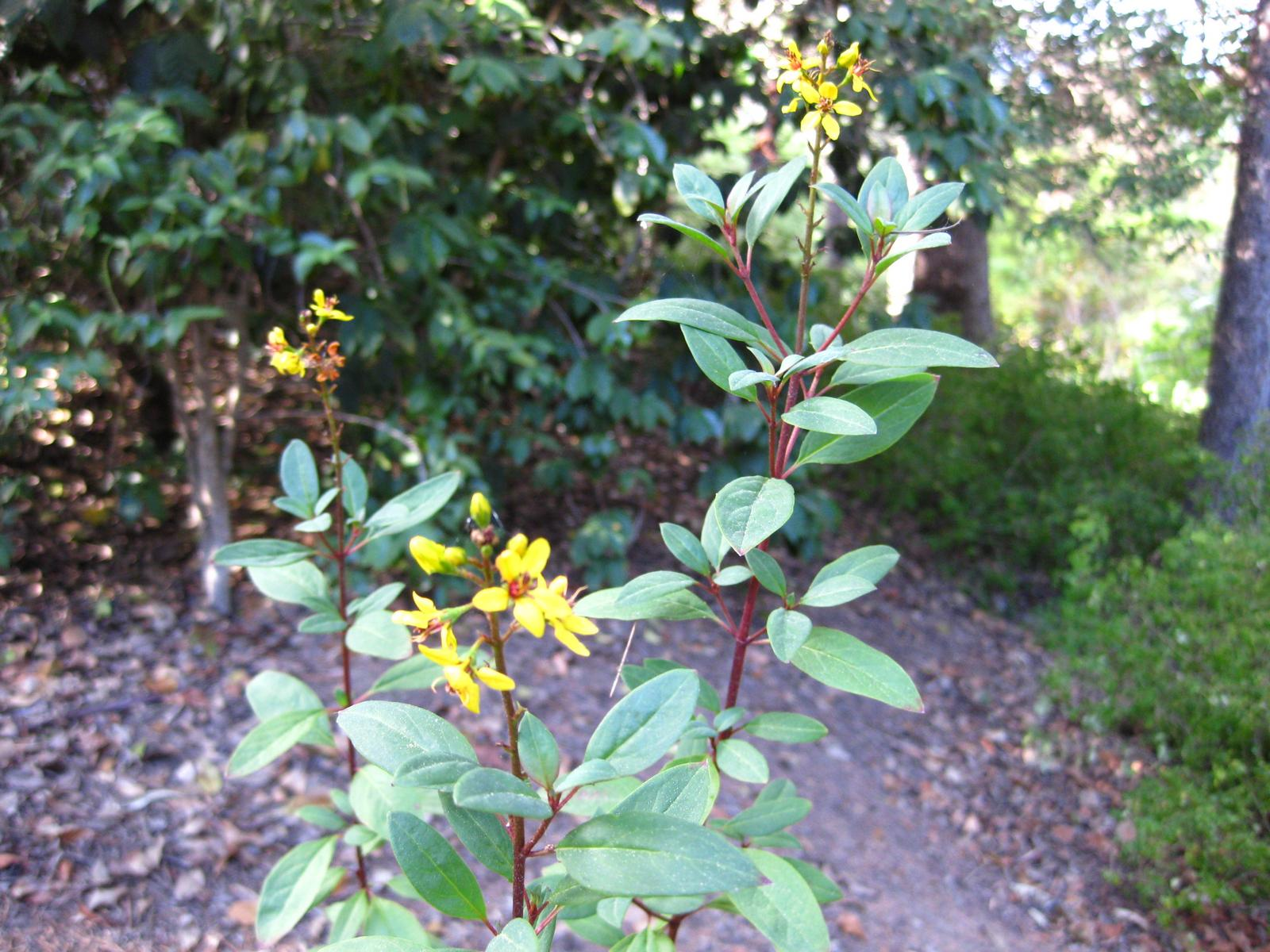
Detalle de las hojas

## Descripción
Son arbustos que alcanzan un tamaño  de 1 a 3 m de altura. Las hojas son ovadas o alargadas, verdes en la parte de arriba y verde azulado en la parte de abajo. Las flores son amarillas y están en racimos muy floreados. Los frutos son unas cápsulas pequeñitas.

## Distribución y hábitat
Es originaria de México. Habita en climas semicálidos y templados entre los 920 y los 2600 m s. n. m., donde crece en el campo, asociada a vegetación perturbada de bosques tropicales caducifolios y perennifolios, matorral xerófilo, bosques de encino, de pino y bosque de juníperos.

## Medicina popular
En Morelos se usa árnica roja para curar heridas y granos. Con este fin se hierven las hojas y el tallo, con el agua resultante se lava la zona afectada y además se le aplica la cáscara del guaje seca y molida.  
Por otro lado, su uso en caso de entuertos y rasgaduras del postparto, implica ocupar toda la planta en cocción, la cual se administra por vía oral, o de manera externa, por medio de lavados o baños. Para limpiar “la naturaleza del parto” se toma, después de este durante nueve días, un té elaborado con la flor del árnica roja. Cuando hay flujo o inflamación de la matriz, el té se bebe en ayunas. También posee un efecto ansiolítico.
Historia
Francisco Hernández de Toledo, en el siglo XVI refiere los usos siguientes: antidiarreico, antidisentérico, antipalúdico, para gastroenteritis y para fortalecer a las parturientas.
Para el siglo XX, Maximino Martínez la refiere como antiblenorrágico, emoliente y para las heridas.

## Taxonomía
Galphimia glauca fue descrita por Antonio José de Cavanilles  y publicado en Icones et Descriptiones Plantarum, quae aut sponte . . .  5: 61–62, t. 489. 1799.
Sinonimia
- Malpighia glauca (Cav.) Poir.
- Malpighia glauca (Cav.) Pers.
- Thryallis glauca (Cav.) Kuntze[5]

## Nombres comunes
En México: Árnica roja, flor estrella, hierba del cuervo, ojo de gallina, cortinchi, yerba del desprecio.